# Innocence Project
Innocence Project – amerykańska prawnicza organizacja non-profit, której celem jest oczyszczenie z zarzutów osób skazanych wyrokiem sądu za przestępstwa, których nie popełniły. Główną metodą dowodzenia niewinności osoby skazanej jest przeprowadzenie badań DNA.

## Historia
Projekt powstał w 1992 roku w Benjamin N. Cardozo School of Law na Yeshiva University w Nowym Jorku. Od 2004 roku ma oficjalny status pozarządowej organizacji non-profit. Dzięki działalności projektu w USA uniewinniono 250 osób, w tym 17 skazanych na karę śmierci. Obok podejmowania działań na rzecz uniewinnienia osób niesłusznie skazanych, Innocence Project koncentruje się również na wysiłkach na rzecz zreformowania wymiaru sprawiedliwości, by zapobiec kolejnym niesprawiedliwym wyrokom.